# Orthotrichum lyellii
Orthotrichum lyellii là một loài Rêu trong họ Orthotrichaceae. Loài này được Hook. & Taylor mô tả khoa học đầu tiên năm 1818.

## Hình ảnh

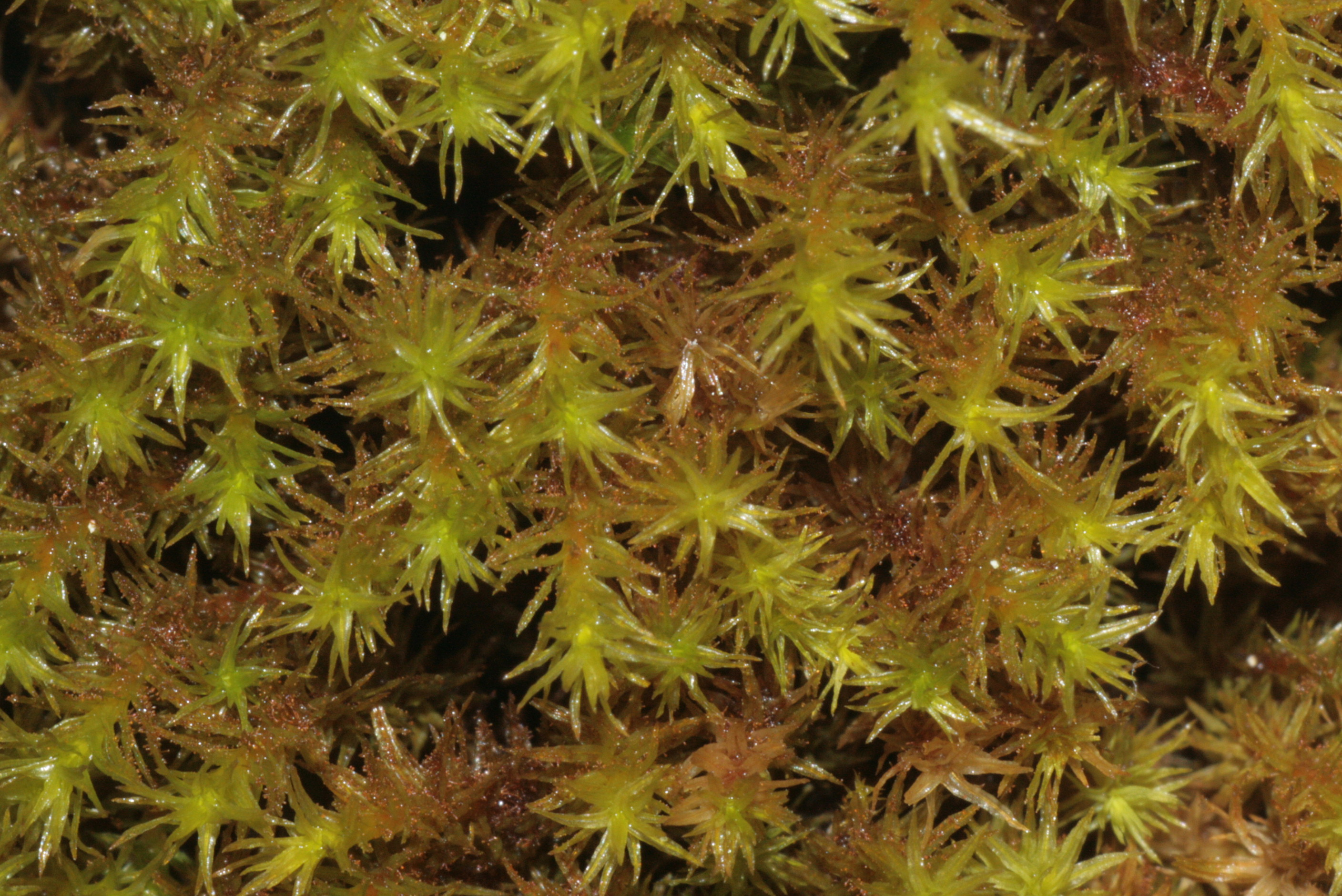
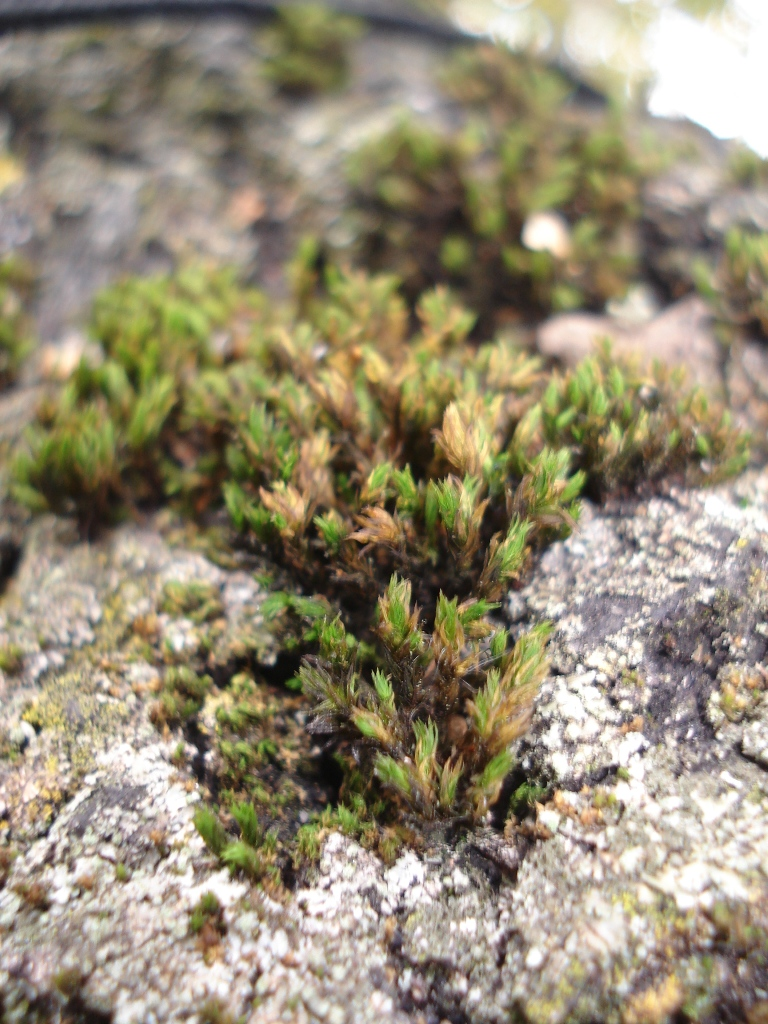
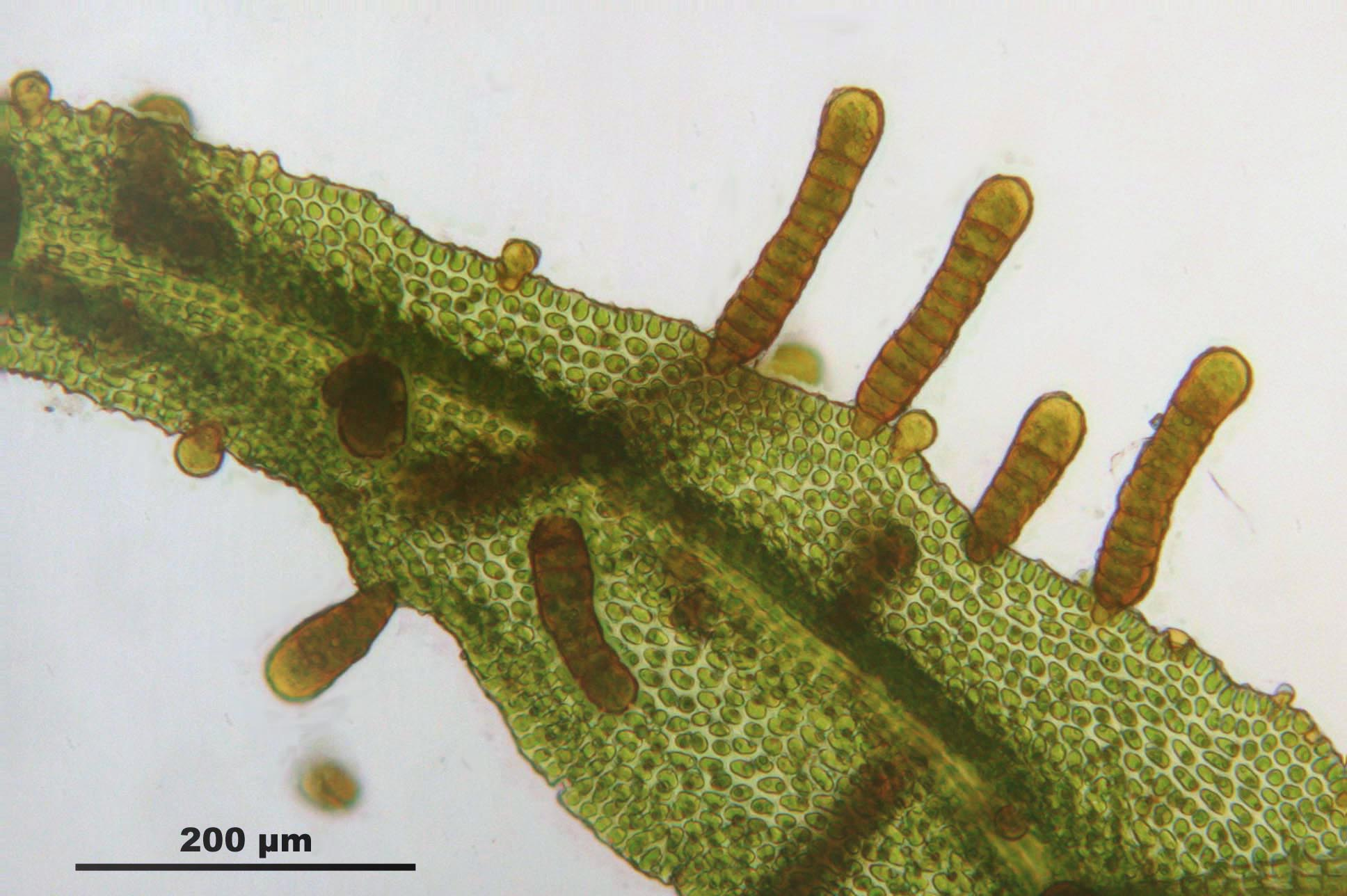
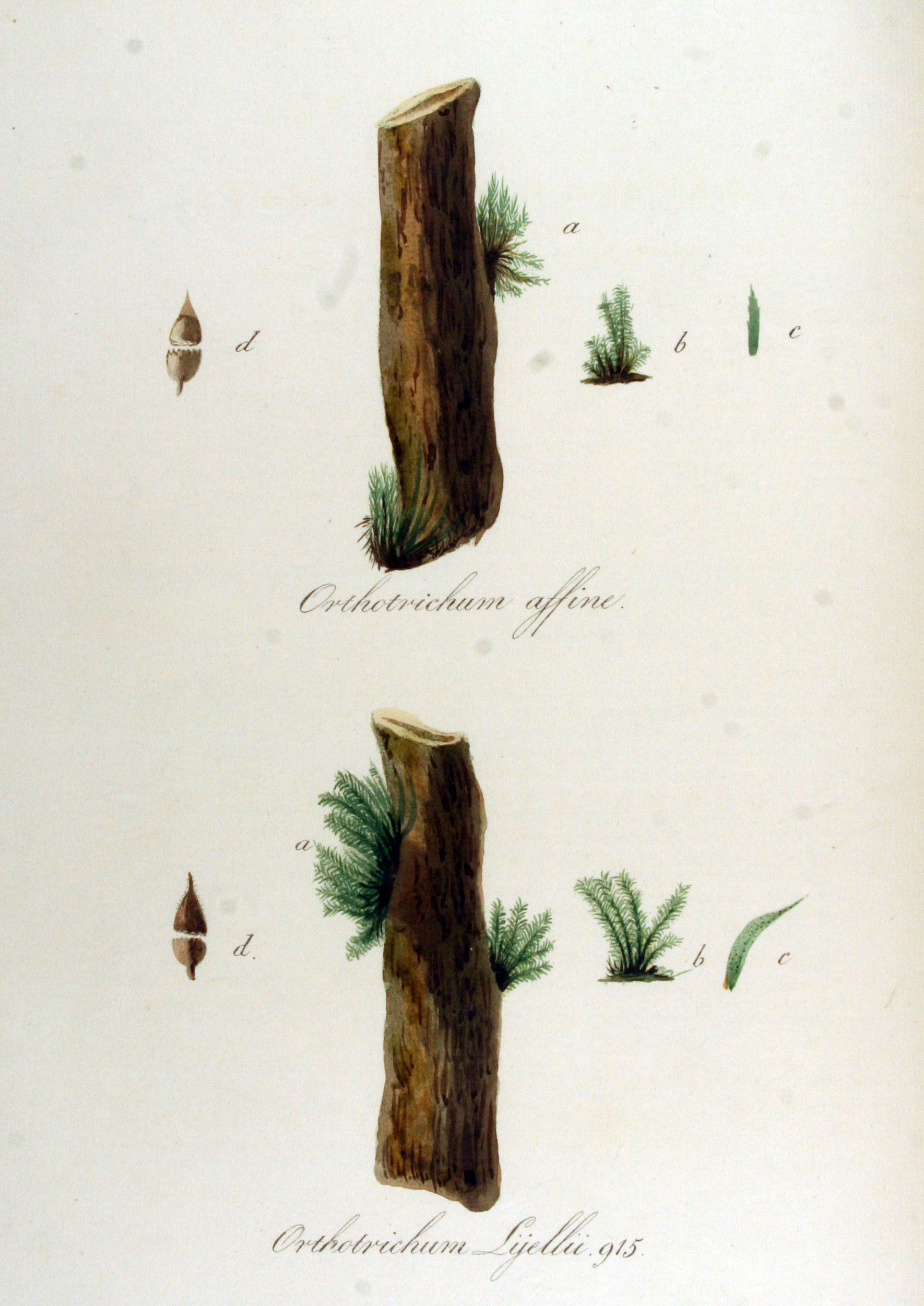